# Matias Patrício de Macêdo

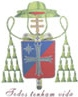
Wappen

Matias Patrício de Macêdo (* 14. April 1936 in Santana do Matos, Rio Grande do Norte, Brasilien) ist ein brasilianischer Geistlicher und emeritierter römisch-katholischer Erzbischof von Natal.

## Leben
Matias Patrício de Macêdo empfing am 14. Juli 1963 die Priesterweihe für das Erzbistum Natal.
Papst Johannes Paul II. ernannte ihn am 12. Juli 1990 zum Bischof von Cajazeiras. Die Bischofsweihe spendete ihm der Erzbischof von Natal, Alair Vilar Fernandes de Melo, am 21. Oktober desselben Jahres; Mitkonsekratoren waren Manuel Tavares de Araújo, Bischof von Caicó, und Zacarias Rolim de Moura, emeritierter Bischof von Cajazeiras.
Am 12. Juli 2000 wurde er zum Koadjutorbischof von Campina Grande ernannt. Mit der Emeritierung Luís Gonzaga Fernandes’ am 29. August 2001 folgte er ihm als Bischof von Campina Grande nach. Am 26. November 2003 wurde er zum Erzbischof von Natal ernannt.
Am 21. Dezember 2011 nahm Papst Benedikt XVI. das von Matias Patrício de Macêdo aus Altersgründen vorgebrachte Rücktrittsgesuch an.